# Isolde Miler
Isolde Miler (* 24. April 1940 in Salzburg) ist eine österreichische Schauspielerin.

## Leben und Wirken
Isolde Miler erhielt ihre künstlerische Ausbildung am Mozarteum ihrer Heimatstadt Salzburg. Anschließend wurde sie an die Münchner Kammerspiele geholt. Es folgten in den 60er Jahren Verpflichtungen nach Innsbruck und Göttingen; eine Südamerika-Tournee schloss sich an. Seit den 70er Jahren ist sie freischaffend tätig.
Isolde Miler wirkte seit 1963 über ein Jahrzehnt lang auch in einer Reihe von Fernsehfilmen mit, in der Serie Stewardessen hatte sie mit der Flugbegleiterin Monika Schloss 1969 eine Dauerrolle. Unmittelbar darauf erhielt sie die weibliche Hauptrolle in Peter Lilienthals Die Sonne angreifen, eine Film-Fernseh-Produktion. 
Neben ihrer Fernseh- und Bühnenarbeit hat Isolde Miler auch Hörfunk und Synchron gemacht. Sie war mit dem Schnittmeister und Regisseur Fritz Stapenhorst verheiratet und damit Schwiegertochter von Günther Stapenhorst und Schwägerin von Klaus Stapenhorst. Als Isolde Miler-Stapenhorst trat die Künstlerin 2006 noch einmal in einem Kurzfilm auf.

## Filmografie
- 1963: Alarm in den Bergen (eine Folge)
- 1964: Gewagtes Spiel (Folge: Gefahr für V.128)
- 1964: Zwischen zwei Herzen
- 1968: Romeo und Jeanette
- 1969: Stewardessen
- 1970: Besuch gegen zehn
- 1970: Hamburg Transit (eine Folge)
- 1970: Der Kurier der Kaiserin (eine Folge)
- 1971: Die Sonne angreifen
- 1976: Gesucht wird ... (eine Folge)
- 1976: Notarztwagen 7 (eine Folge)
- 2006: Jede Sekunde (Kurzfilm)